# Cúpira
Cúpira è una città del Venezuela situata nello Stato di Miranda e in particolare nel comune di Pedro Gual.